# Starîțea, Velîka Oleksandrivka
Starîțea (în ucraineană Стариця) este un sat în comuna Nova Kuban din raionul Velîka Oleksandrivka, regiunea Herson, Ucraina.

## Demografie
Componența lingvistică a localității Starîțea
     Ucraineană (94,07%)
     Rusă (5,93%)
Conform recensământului din 2001, majoritatea populației localității Starîțea era vorbitoare de ucraineană (94,07%), existând în minoritate și vorbitori de rusă (5,93%).